# Bodingbach
Bodingbach ist eine Katastralgemeinde der Gemeinde Lunz am See im Bezirk Scheibbs in Niederösterreich.

## Geografie
Die Katastralgemeinde befindet sich westlich des Bodingbaches und war früher ein Teil von Gresten. Im Franziszeischen Kataster ist diese Katastralgemeinde daher nicht ausgewiesen.

## Siedlungsentwicklung
Zum Jahreswechsel 1979/1980 befanden sich in der Katastralgemeinde Bodingbach insgesamt 63 Bauflächen mit 12.823 m² und 18 Gärten auf 21.997 m², 1989/1990 waren es 63 Bauflächen. 1999/2000 war die Zahl der Bauflächen auf 175 angewachsen und 2009/2010 waren es 103 Gebäude auf 169 Bauflächen.

## Geschichte
Im Jahr 1822 wurde der Ort als Rotte mit 21 Häusern genannt, die nach Lunz eingepfarrt war, wohin auch die Kinder eingeschult wurden. Die Herrschaft Kirchberg an der Pielach besaß die Ortsobrigkeit, die Herrschaft Stiebar übte die Landgerichtsbarkeit aus und die Herrschaft Gaming besorgte die Konskription. Die Untertanen und Grundholde des Ortes gehörten den Herrschaften Kirchberg und Stiebar. Laut Adressbuch von Österreich waren im Jahr 1938 in Bodingbach mehrere Landwirte mit Direktvertrieb ansässig.

## Bodennutzung
Die Katastralgemeinde ist forstwirtschaftlich geprägt. 217 Hektar wurden zum Jahreswechsel 1979/1980 landwirtschaftlich genutzt und 1045 Hektar waren forstwirtschaftlich geführte Waldflächen. 1999/2000 wurde auf 207 Hektar Landwirtschaft betrieben und 1049 Hektar waren als forstwirtschaftlich genutzte Flächen ausgewiesen. Ende 2018 waren 203 Hektar als landwirtschaftliche Flächen genutzt und Forstwirtschaft wurde auf 1047 Hektar betrieben. Die durchschnittliche Bodenklimazahl von Bodingbach beträgt 15,7 (Stand 2010).